# Турья (приток Припяти)
Ту́рья (укр. Турія) — одна из четырёх наибольших рек в Волынской области Украины. Берёт начало в селе Затурцы, протекает через город Ковель и впадает в Припять. Длина 184 км, площадь бассейна 2800 км². Средний расход воды в 20 км от устья 9 м³/сек. Ледостав в ноябре — декабре. Ледоход в конце февраля — начале апреля.
Минерализация воды реки в районе г. Ковель в среднем составляет: весеннее половодье — 391 мг/дм³; летне-осенняя межень — 458 мг/дм³; зимняя межень — 569 мг/дм³.
Основные притоки — реки Рудка и Воронка.